# Tadeusz Zakrzewski (1922–2014)
Tadeusz Zakrzewski (ur. 4 sierpnia 1922 w Podgórzu, zm. 24 marca 2014 w Toruniu) – polski historyk, bibliofil, badacz dziejów Torunia.

## Biografia
Urodził się 4 sierpnia 1922 roku w Podgórzu (ob. dzielnicy Torunia). 1 czerwca 1939 roku ukończył I Państwowe Gimnazjum im. Mikołaja Kopernika w Toruniu, gdzie uzyskał małą maturę. Podczas II wojny światowej pracował w warsztacie elektrycznym w Toruniu. Był członkiem konspiracyjnej organizacji wojskowej Związek Jaszczurzy. W lutym 1945 roku został aresztowany przez patrol wojsk radzieckich. Został zwolniony dzień później po udowodnieniu, że w czasie wojny nie miał obywatelstwa niemieckiego. 4 grudnia 1945 roku uzyskał patent czeladnika instalacji elektrycznych.
Maturę zdał 3 lipca 1946 roku w Liceum dla dorosłych im. Stefana Żeromskiego w Toruniu. Studiował prawo i ekonomię na Wydziale Prawne-Ekonomicznym UMK. Dyplom magistra uzyskał w 1950 roku. W 1976 roku uzyskał tytuł doktora historii. Jego praca doktorska dotyczyła polskich instytucji i organizacji w Toruniu pod zaborem pruskim w latach 1815–1920.
W latach 1950–1970 pracował w centrali spółdzielczości rolniczej „Samopomoc Chłopska” w Bydgoszczy. W tym samym czasie współpracował z tygodnikami kulturalnymi Nowy Tor, Pomorze i Przegląd Kulturalny. Z pracy w prasie zrezygnował w wyniku niezgody na ingerencję Głównego Urzędu Kontroli Prasy, Publikacji i Widowisk w jego teksty. W latach 1972–1990 był prezesem Towarzystwa Bibliofilów im. Joachima Lelewela. Od 1 sierpnia 1971 do 1985 roku był dyrektorem Biura Towarzystwa Naukowego w Toruniu. Był członkiem Towarzystwa Miłośników Torunia, od 1976 sprawując stanowisko członka Zarządu. W 1988 roku Towarzystwo Miłośników Torunia przyznała mu Złote Astrolabium To-Mi-To. W 2000 roku został honorowym członkiem Towarzystwa.
W 1973 roku współorganizował obchody 500-lecia urodzin Mikołaja Kopernika, a w 1978 roku pierwszy powojenny Ogólnopolski Zjazd Bibliofilów w Toruniu.
24 kwietnia 1995 roku Lubelskie Towarzystwo Miłośników Książki odznaczyło go Orderem Białego Kruka. W 2002 roku otrzymał medal „Thorunium”.
Za życia korespondował z Wisławą Szymborską. Listy zostały opublikowane w 2012 roku w książce Karteczki własnego wyrobu, pod redakcją Zefiryna Jędrzejskiego.
Jego pasją było kolekcjonowanie pocztówek i starych fotografii. Większość zbiorów znalazło się na wystawach tematycznych, udokumentowanych w postaci katalogów.
Zmarł 24 marca 2014 roku w Toruniu. Został pochowany na Cmentarzu św. św. Piotra i Pawła w Toruniu.

## Działalność naukowa
Tadeusz Zakrzewski był autorem około dwustu prac, publikowanych w drukach zwartych i prasie. Opracował 67 biogramów (53 samodzielnie, 14 wspólnie z żoną Anną) dla Toruńskiego słownika biograficznego. Współtworzył również Polski słownik biograficzny i Słownik biograficzny Pomorza Nadwiślanego.

## Wybrane publikacje
- Karl Dedecius i Towarzystwo Bibliofilów im. Joachima Lelewela w Toruniu, artykuł opublikowany w Przeglądzie Artystyczno Literackim, 1977[6],
- Konstanty Maria Sopoćko- nasz przyjaciel, artysta i bibliofil, Toruń 1992[6],
- Kształt i oblicze piękna w sztuce książki. (O grafice jako sztuce Z. Gardzielewskiego), Toruń 1993[15],
- Toruń – miasto i ludzie na dawnej fotografii (wspólnie z Marianem Arszyńskim), Toruń 1995[16],
- Bibliofilska dokumentacja historii Torunia, Toruń 1997[6],
- Ekslibrisy Wojciecha Jakubowskiego (ze zbioru T.Z.), Toruń 2000[15],
- Dzieje chórów kościelnych miasta Podgórza przed jego włączeniem do Torunia (1918–1938), artykuł opublikowany w Roczniku Toruńskim, 2001[15],
- 450 lat toruńskiego Podgórza (wspólnie z Karolą Ciesielską), Toruń 2005[16],
- Wspomnienia Torunianina z Podgórza, (wydane pośmiertnie) Toruń 2016[12].